# Прокопий Лазаридис
Прокопий (на гръцки: Προκόπιος) е гръцки духовник, митрополит на Вселенската патриаршия, новомъченик, обявен за светец.

## Биография
Прокопий е роден в Тиана, Кападокия, в 1859 година. Учи в Халкинската семинария, която завършва в 1889 година. Служи като дякон в Никейската и Никомидийската митрополия.

### Архидякон в Мелник
Прокопий става архидякон на митрополит Прокопий Мелнишки в Мелнишката епархия. През септември 1889 година митрополит Прокопий заминава за участие в Светия синод в Цариград и управлението на епархията е поверено на архидякона. Прокопий, който е способен духовник, бързо печели доверието на мелнишките църковни и училищни настоятели. Спомага за реформата на стария устав на Мелнишката гръцка община, което слага край на партизанските борби в общината. Прокопий изпраща четирима мелничани да учат на Халки. В писмо до Прокопий Петричката гръцка община му благодари за доброто управление и го хвали за отличното владеене на турски език, който той използва, за да се разбира с местното население. Възхвала на управлението на Прокопий Амфиполски има и в писмото на Долноджумайската гръцка община до митрополит Прокопий Мелнишки от 8 март 1890 година.
Прокопий напуска Мелнишката епархия в края на май 1891 година и става проповедник в Ада пазар, Никомидийска епархия, където е ръкоположен за свещеник. По-късно е протосингел на Никейската митрополия. На 3 май 1894 година участва като кандидат в избора на нов митрополит на Литицката епархия, като губи от епископ Василий Дафнуски.

### Амфиполски епископ
На 13 март 1894 година в храма „Св. св. Теодор Тирон и Теодор Стратилат“ във Вланга Прокопий е ръкоположен за титулярен амфиполски епископ. Ръкополагането му е извършено от митрополит Филотей Никомидийски в съслужение с митротолитите Гервасий Халдийски и Леонтий Колонийски. Служи като викарий на Цариградската архиепископия и отговаря за Вланга – Ипсоматия.
В 1898 година Прокопий Амфиполски е изпратен като патриаршески екзарх в Македония, за да омиротвори монашеските братства в манастирите „Света Анастасия Узорешителница“ и „Света Богородица Икосифиниса“.

### Драчки и филаделфийски митрополит
На 5 май 1899 година Прокопий става драчки митрополит в Албания. От 10 октомври 1906 година до 16 юни 1911 година е филаделфийски митрополит.

### Иконийски митрополит
На 16 юни 1911 става иконийски митрополит. В Кония Прокопий развива многостранна дейност в църковно, образователно и национално отношение. Младотурците се опитват да организират за православните туркофони турскоправославна църква, която да е независима от Вселенската патриаршия и за целта упражняват силен натиск върху местния клир да се отцепи от Патриаршията. Прокопий Иконийски развива широка кампания срещу тези опити и отцепника Евтим Карахисаридис и затова е арестуван и затворен в Кесария.
Умира в затвора на Лазаровден, 20 април 1923 година, вероятно от отравяне.
В 1992 година Прокопий е канонизиран от Църквата на Гърция заедно с новомъчениците епископи Хрисостом Смирненски, Григорий Кидонийски, Амвросий Мосхонисийски, Евтимий Зиленски и клириците и миряните, изклани в Малоазийската катастрофа. Паметта им се тачи през септември, в неделята преди Кръстовден.